# Now Apocalypse
Now Apocalypse – amerykański serial telewizyjny (komedia) wyprodukowany przez   Starz!, którego twórcami są Gregg Araki i Karley Sciortino. Zdjęcia kręcono w Kalifornii. Serial jest emitowany od 10 marca 2019 roku przez Starz.
27 lipca 2019 roku platforma Starz ogłosiła anulowanie serialu.
Serial opowiada o Ulyssesie i grupie przyjaciół, każdy z nich ma inne podejście do życia, miłości, narkotyków i seksu.

## Obsada

### Główna
- Avan Jogia jako Ulysses Zane[3]
- Kelli Berglund jako Carly Carlson[4]
- Beau Mirchoff jako Ford Halstead[4]
- Roxane Mesquida jako Severine Bordeaux[4]

### Role drugoplanowe
- Evan Hart jako Lars
- Taylor Hart jako Klaus[5]
- Tyler Posey jako Gabriel[6]
- Desmond Chiam jako Jethro[5]
- Kevin Daniels jako Barnabas[7]
- Grace Victoria Cox jako Amber[8]
- Mary Lynn Rajskub jako Frank
- Chris Aquilino jako Kai[9]
- Avra Friedman jako Magenta[7]
- Henry Rollins jako Mitchell Kent
- RJ Mitte jako Leif[8]
- Jacob Artist jako Isaac[9]
- James Duval jako Homeless man

## Odcinki
| Sezon | Odcinki | Oryginalna emisja w Starz | Oryginalna emisja w Starz |
| Sezon | Odcinki | Premiera sezonu           | Finał sezonu              |
| ----- | ------- | ------------------------- | ------------------------- |
| 1     | 10      | 10 marca 2019             | 12 maja 2019              |

### Sezon 1 (2017-2018)
| Nr | Tytuł                            | Reżyseria   | Scenariusz                    | Premiera w Starz |
| -- | -------------------------------- | ----------- | ----------------------------- | ---------------- |
| 1  | This Is the Beginning of the End | Gregg Araki | Gregg Araki, Karley Sciortino | 10 marca 2019    |
| 2  | Where Is My Mind?                | Gregg Araki | Gregg Araki, Karley Sciortino | 17 marca 2019    |
| 3  | The Rules of Attraction          | Gregg Araki | Gregg Araki, Karley Sciortino | 24 marca 2019    |
| 4  | The Downward Spiral              | Gregg Araki | Gregg Araki, Karley Sciortino | 31 marca 2019    |
| 5  | Stranger Than Paradise           | Gregg Araki | Gregg Araki, Karley Sciortino | 7 kwietnia 2019  |
| 6  | She's Lost Control               | Gregg Araki | Gregg Araki, Karley Sciortino | 14 kwietnia 2019 |
| 7  | Anywhere Out of the World        | Gregg Araki | Gregg Araki, Karley Sciortino | 21 kwietnia 2019 |
| 8  | Unknown Pleasures                | Gregg Araki | Gregg Araki, Karley Sciortino | 28 kwietnia 2019 |
| 9  | Disappear Here                   | Gregg Araki | Gregg Araki, Karley Sciortino | 5 maja 2019      |
| 10 | Everything Is Gone Forever       | Gregg Araki | Gregg Araki, Karley Sciortino | 5 maja 2019      |

## Produkcja
Pod koniec marca 2018 roku, stacja Starz zamówiła pierwszy sezon komedii.
W czerwcu 2018 roku, ogłoszono obsadę serialu, do której dołączyli: Avan Jogia, Kelli Berglund, Beau Mirchoff, Roxane Mesquida, Tyler Posey, Desmond Chiam oraz Taylor Hart
.
W kolejnym miesiącu poinformowano, że Avra Friedman i Kevin Daniels zagrają w serialu.